# (37572) 1989 UC5
(37572) 1989 UC5 est un astéroïde troyen de Jupiter découvert en 1989.

## Description
(37572) 1989 UC5 a été découvert le 30 octobre 1989 à l'observatoire interaméricain du Cerro Tololo, un observatoire astronomique professionnel situé dans le désert d'Atacama, au Nord du Chili, par Schelte J. Bus.

### Caractéristiques orbitales
L'orbite de cet astéroïde est caractérisée par un demi-grand axe de 5,24 ua, un périhélie de 4,49 ua, une excentricité de 0,14 et une inclinaison de 9,37° par rapport à l'écliptique. Du fait de ces caractéristiques, à savoir un demi-grand axe compris entre 4,6 et 5,5 ua et un périhélie inférieur à 0,3 ua, il est classé, selon la JPL Small-Body Database, astéroïde troyen de Jupiter du camp troyen. Il est situé au point de Lagrange L5 du système Soleil-Jupiter.

### Caractéristiques physiques
(37572) 1989 UC5 a une magnitude absolue (H) de 13,2 et un albédo estimé à 0,057.